# 聖米迦勒教堂 (奧西耶克)

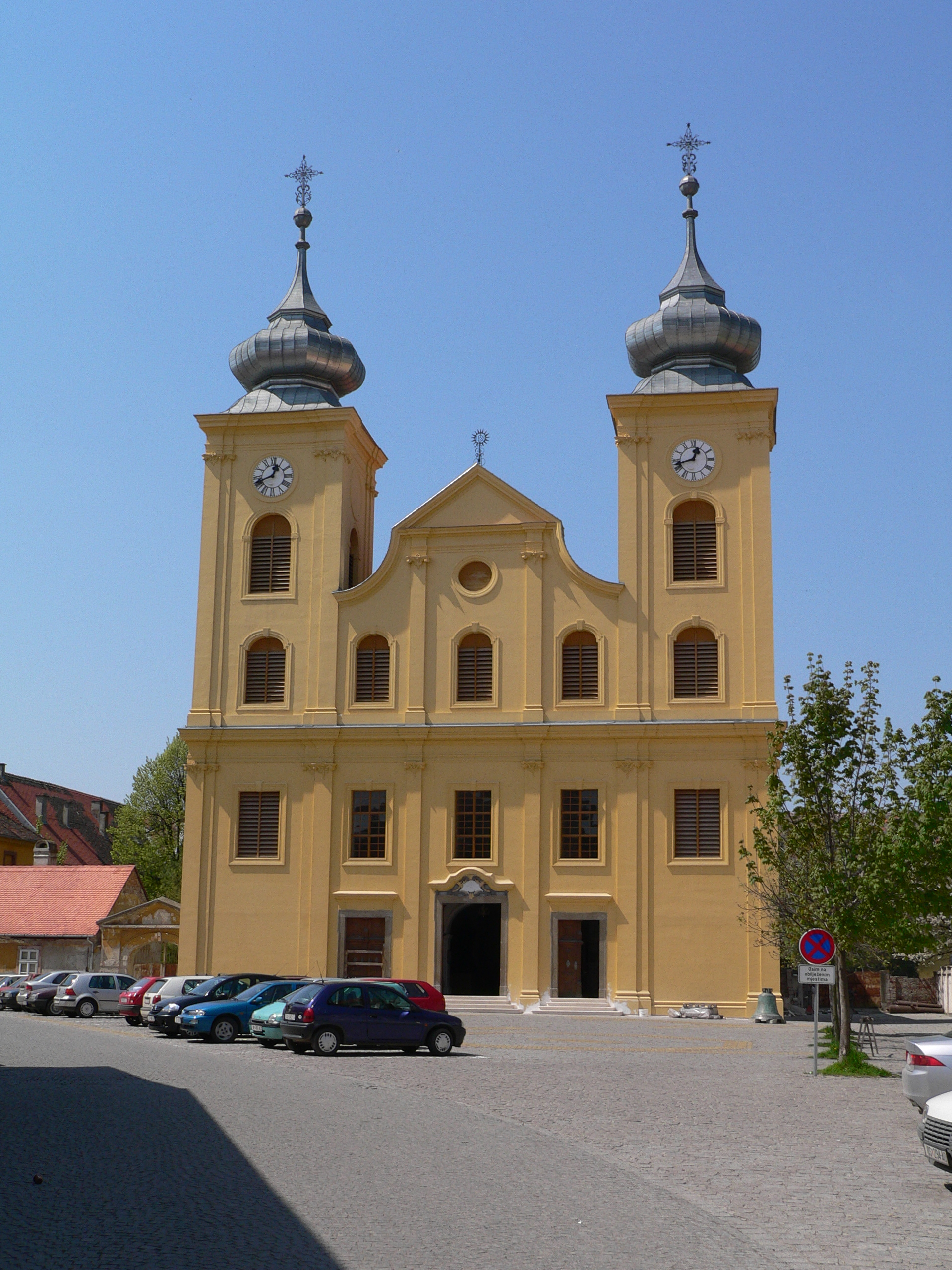
聖米迦勒教堂

聖米迦勒教堂是克羅埃西亞城市奧西耶克的一座羅馬天主教的教堂。這座教堂由耶穌會始建於1725年。1734年，教堂舉行了其的首次彌撒。1750年，教堂奉獻給聖米迦勒。教堂竣工於1768年。1991年，在克羅埃西亞獨立戰爭期間，教堂遭到損壞，但在1999年翻新。